# Dilemma Point
Dilemma Point är en udde i Antarktis. Den ligger i Östantarktis. Australien gör anspråk på området.
Terrängen inåt land är kuperad åt sydost. Havet är nära Dilemma Point åt nordväst. Trakten är obefolkad. Det finns inga samhällen i närheten.